# 蘇拉祖·薩卡
蘇拉祖·薩卡（Suraju Saka，1976年5月5日—），自奈及利亞轉籍至剛果共和國的乒乓球運動員。他曾與楊芬搭檔獲得2007年全非運動會混合雙打冠軍。他也參加了2008年北京奧運、2012年倫敦奧運和2016年里約奧運。